# Дзолдо Алто
Дзо̀лдо А̀лто (на италиански: Zoldo Alto; на венециански: Zoldo Aut, Дзолдо Аут) е община до 2016 г. в Северна Италия, провинция Белуно, регион Венето.
Административен център на общината е село Фузине (Fusine), което е разположено е на 1177 m надморска височина. Територията сега е част от община Вал ди Дзолдо.